# Travertine Creek
La Travertine Creek est un cours d'eau américain dans le comté de Murray, dans l'Oklahoma. S'écoulant d'est en ouest, elle pénètre rapidement dans la Chickasaw National Recreation Area, où elle est franchie par le Travertine Nature Center puis le Lincoln Bridge avant de se jeter dans la Rock Creek, laquelle relève du bassin du Mississippi. 